# 서부독일방송
서부독일방송 (WDR, 독일어: Westdeutscher Rundfunk)은 독일의 노르트라인베스트팔렌주에서 방송되는 공영 방송으로 ARD에 가맹되어 있다. 본사는 쾰른에 있다.
1945년 9월 22일에 개국되었던 북서독일방송에서 1955년 12월 31일에 북부독일방송과 함께 분리되었다. 이후 1956년 1월 1일에 라디오 방송을 시작하였다.
주 수입원은 수신료이며 일부 시간대에서 광고를 하기도 한다. 수신료는 2009년 1월 기준으로 텔레비전은 매월 17.98유로, 라디오는 매월 5.76유로를 받는다.
주 가청권은 독일에서 인구가 가장 많은 주인 노르트라인베스트팔렌주이며, 그래서 독일에서 가장 많은 가청 인구를 보유하고 있다. 이외에 니더작센주, 네덜란드, 벨기에의 접경 지역도 가청권에 포함되어 있다.
베를린-브란덴부르크 방송과 ARD의 베를린 소재 텔레비전 스튜디오를 공동 관리한다.

## 텔레비전 방송
- Das Erste : ARD의 전국 방송 채널. WDR은 이 채널에서 ARD의 가맹국 중 가장 많은 21% 가량의 편성 비율을 보이고 있다.
- WDR Fernsehen : WDR의 지역 방송 채널로 1965년 12월 17일에 Westdeutsches Fernsehen(WDF, 서부독일 텔레비전)이란 이름으로 개국하였다. 이후 1988년에는 West3으로 개명하였고, 1994년부터 현재의 이름으로 바뀌었다.
지역방송을 제작하는 스튜디오는 아헨, 빌레펠트, 본, 도르트문트, 뒤셀도르프, 뒤스부르크, 에센, 쾰른, 뮌스터, 지겐, 부퍼탈에 있다.
- One : WDR에서 관리하는 디지털 전용 채널. 2016년 9월 2일까지는 EinsFestival이라고 불렀다.

## 라디오 방송

### 아날로그, 디지털 겸용
- 1LIVE : 대중음악 중심 채널
- WDR 2 : 지역 뉴스 및 시사 채널, 분데스리가 중계도 담당하며 각 지역별 방송도 편성한다.
- WDR 3 : 클래식 음악 및 문화, 예술 채널
- WDR 4 : 노약자를 위한 프로그램 중심 채널.
- WDR 5 : 예술 및 사회 채널.
- COSMO : 라디오 브레멘, 베를린-브란덴부르크 방송과 공동으로 운영하는 세계 음악 중심의 채널. 2016년까지는 Funkhaus Europa로 불렸다.

### 디지털 오디오 방송채널
- 1LIVE diggi : 1LIVE의 보조 채널이자 디지털 전용 채널. 24시간 음악만을 방송한다.
- KIRAKA : 어린이 채널
- WDR Info : 뉴스 중심 채널
- WDR Event
- WDR VERA

## 같이 보기
- 쾰른 서부독일 방송 교향악단
- 서부독일 방송 합창단